# Reinhold Steingräber
Reinhold „Otto“ Steingräber (ur. 9 stycznia 1957 w Kritzmow, zm. 3 lutego 2006) – wschodnioniemiecki zapaśnik walczący w stylu wolnym. Olimpijczyk z Moskwy 1980, gdzie zajął dziewiąte miejsce w kategorii 74 kg.
Wicemistrz Europy w 1980 roku.
Mistrz NRD w 1976 i 1978; drugi w 1979 i 1981 roku.